# Hemiaspis damelii
Espèce
Synonymes
- Hoplocephalus damelii Günther, 1876
- Hoplocephalus suboccipitalis Ogilby, 1892

Hemiaspis damelii est une espèce de serpents de la famille des Elapidae.

## Répartition
Cette espèce est endémique d'Australie. Elle se rencontre au Queensland et en Nouvelle-Galles du Sud. 

## Publication originale
- Günther, 1876 : Descriptions of new species of reptiles from Australia collected by Hr. Dämel for the Godeffroy Museum. Journal des Museum Godeffroy, vol. 5, p. 45-47.